# Gare de Kóny
La gare de Kóny (en hongrois : Kóny vasútállomás) est une halte ferroviaire hongroise, située à Kóny.